# Пітер Грейвс
Пітер Грейвс (англ. Peter Graves; 18 березня 1926, Міннеаполіс — 14 березня 2010, Лос-Анджелес) — американський актор, найбільш відомий завдяки своїй ролі в телесеріалі «Місія нездійсненна», яка принесла йому в 1970 році премію «Золотий глобус». Помітними також стали його ролі у фільмах «Червона планета Марс» (1952), «Аероплан!» (1980), «Аероплан II: Продовження» (1982) і «Моральні цінності сімейки Адамсів» (1993). У жовтні 2009 року Грейвс удостоївся зірки на Голлівудській Алеї Слави за свій внесок у телебачення.
Актор помер від серцевого нападу 14 березня 2010 року, не доживши чотирьох днів до свого 84-го дня народження.